# LGV Stuttgart - Wendlingen
La LGV Stuttgart - Wendlingen est une ligne à grande vitesse allemande en construction entre Stuttgart et Wendlingen am Neckar, dans le Bade-Wurtemberg. Projet réalisé dans le cadre du programme d'aménagement Stuttgart 21, elle constitue une section de la Magistrale européenne longue de 25,2 km qui doit être mise en service en 2024.
La vitesse par conception de cette ligne d'environ 25.2  kilomètres est d'environ  250 km/h. En 2024, la mise en service commerciale est prévue pour décembre 2026 (deux années après les prévisions de 2017),,.

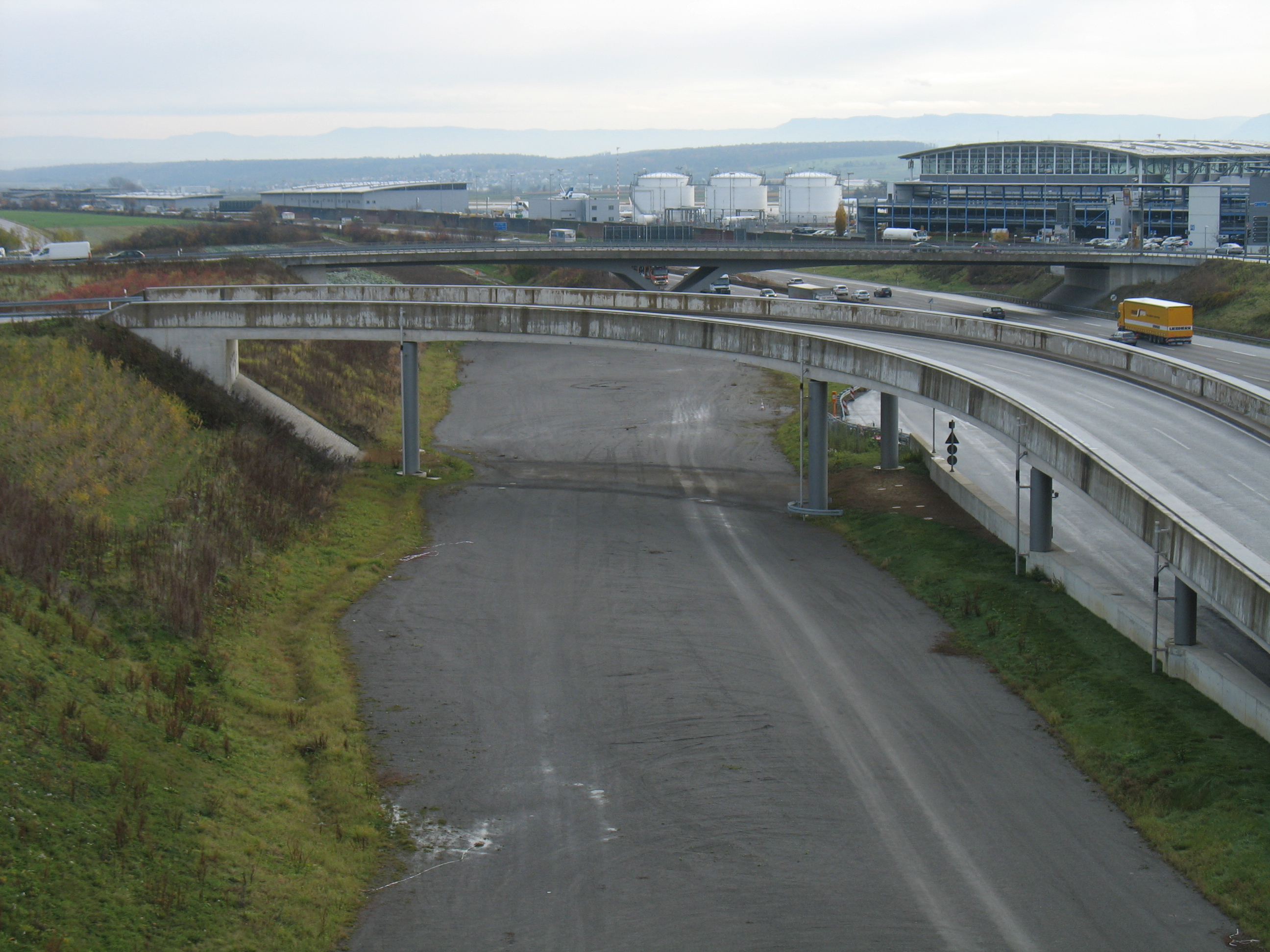